# The Real Thing (Taj Mahal)
The Real Thing (L'articolo genuino) è un doppio album dal vivo di Taj Mahal, pubblicato dalla Columbia Records nel 1971.

## Storia
I primi anni '70 sono stati anni da prime time per Taj Mahal, un paladino del country blues ed un appassionato dei gusti musicali internazionali. Nel febbraio del 1971 aveva registrato una serie di concerti al Fillmore East a New York che sarebbero poi diventati l'album dal vivo, The Real Thing appunto. 

## Tracce
Brani composti da Taj Mahal, eccetto dove indicato.
Lato A
1. Fishin' Blues – 2:45 (Henry Thomas, adattamento ed arrangiamento di Taj Mahal)
2. Ain't Gwine to Whistle Dixie (Any Mò) – 8:17 (Taj Mahal, Jesse Ed Davis, Gary Gilmoure, Chuck Blackwell)
3. Sweet Mama Janisse – 3:35

Durata totale: 14:37
Lato B
1. Going Up to the Country and Paint My Mailbox Blue – 3:07
2. Big Kneed Gal – 4:45
3. You're Going to Need Somebody on Your Bond – 6:15 (Blind Willie Johnson, adattamento e arrangiamento di Taj Mahal)

Durata totale: 14:07
Lato C
1. Tom and Sally Drake – 3:23
2. Diving Duck Blues – 3:30 (Sleepy John Estes, adattamento ed arrangiamento di Taj Mahal)
3. John, Ain't It Hard – 5:10

Durata totale: 12:03
Lato D
1. You Ain't No Street Walker Mama, Honey but I Do Love the Way You Strut Your Stuff – 18:56

Durata totale: 18:56
Edizione CD del 2000, pubblicato dalla Columbia Records (COL 498174 2)
Brani composti da Taj Mahal, eccetto dove indicato.
1. Fishin' Blues – 2:58 (Henry Thomas)
2. Ain't Gwine to Whistle Dixie (Any Mò) – 9:11 (Taj Mahal, Jesse Ed Davis, Gary Gilmoure, Chuck Blackwell)
3. Sweet Mama Janisse – 3:33
4. Going Up to the Country and Paint My Mailbox Blue – 3:24
5. Big Kneed Gal – 5:34
6. You're Going to Need Somebody on Your Bond – 6:14 (Blind Willie Johnson)
7. Tom and Sally Drake – 3:39
8. Diving Duck Blues – 3:46 (Sleepy John Estes)
9. John, Ain't It Hard – 5:30
10. She Caught the Katy and Left Me a Mule to Ride – 4:08 (Yank Rachell, Taj Mahal)
11. You Ain't No Street Walker Mama, Honey but I Do Love the Way You Strut Your Stuff – 18:56

Durata totale: 66:53

## Musicisti
- Taj Mahal - voce, armonica acustica e amplificata, armonica (chromatic), chitarra steel (national steel-bodied guitar), banjo a cinque corde
- John Hall - chitarra elettrica
- John Simon - pianoforte elettrico, pianoforte
- Howard Johnson - tuba (double B flat e F), flicorno, sassofono baritono, arrangiamenti strumenti a fiato
- Bob Stewart - tuba (double C), flicorno, tromba
- Joseph Daley - tuba (double B flat), trombone a pistoni
- Earle McIntyre - tuba (E flat), trombone basso
- Bill Rich - basso elettrico
- Greg Thomas - batteria
- Kwasi Rocky DziDzournu - congas

Note aggiuntive
- David Rubinson - produttore (per la Fillmore Corporation)
- Registrato dal vivo al Bill Graham's Fillmore East di New York City, New York
- Jerry Smith - ingegnere di registrazione
- Frank Abbey - ingegnere di registrazione
- Tim Geelan - ingegnere editing
- Glen Kolotkin - ingegnere al mixaggio
- Mixaggio effettuato al Columbia Studios di San Francisco, California[3]